# 刘云 (城阳王)
刘云（？—前19年），汉朝宗室，西汉第九代城阳王。
第一任城阳景王刘章是汉高祖刘邦孙子，参与平定诸吕之乱。前20年，其父刘景死后，刘云袭位，在位一年。前19年，刘云去世，谥号哀，城阳国撤销，其后，城阳国被汉成帝恢复，刘云的哥哥刘俚嗣位。
| 前任： 父刘景 | 西汉城阳王 前19年 | 繼任： 兄刘俚 |